# Molí de la Nou
Molí de la Nou és un molí del municipi de la Nou de Berguedà (Berguedà) inclosa en l'Inventari del Patrimoni Arquitectònic de Catalunya.

## Descripció
El Molí de la Nou és una construcció d'estructura clàssica a dues vessants i amb el carener perpendicular a la façana, on s'obren les finestres i una doble balconada de fusta coberta per la teulada, a manera d'eixida. Al costat del Casal Moliner hi ha les restes del molí, de les quals únicament en queden els murs, la bassa i el rec.

## Història
És documentat des de finals del segle xvii com una de les possessions del monestir de Santa Maria de Ripoll, al terme parroquial de Sant Martí de la Nou. Construït al segle xvii funcionà fins després de la Guerra Civil.